# Söräng und Norrbo
Söräng und Norrbo (schwedisch Söräng och Norrbo) ist ein Ort (småort) in der schwedischen Provinz Gävleborgs län und der historischen Provinz (landskap) Hälsingland in der Gemeinde Böllnäs.
Der Ort besteht eigentlich aus den zwei Wohnplätzen Söräng und Norrbo. Er liegt an der Bahnstrecke Orsa–Bollnäs – hier findet allerdings kein Verkehr mehr statt. Der Riksväg 50 (Bergslagsdiagonalen) und der Fluss Voxnan führen am Ort vorbei.